# Kirche Waldau (Kassel)

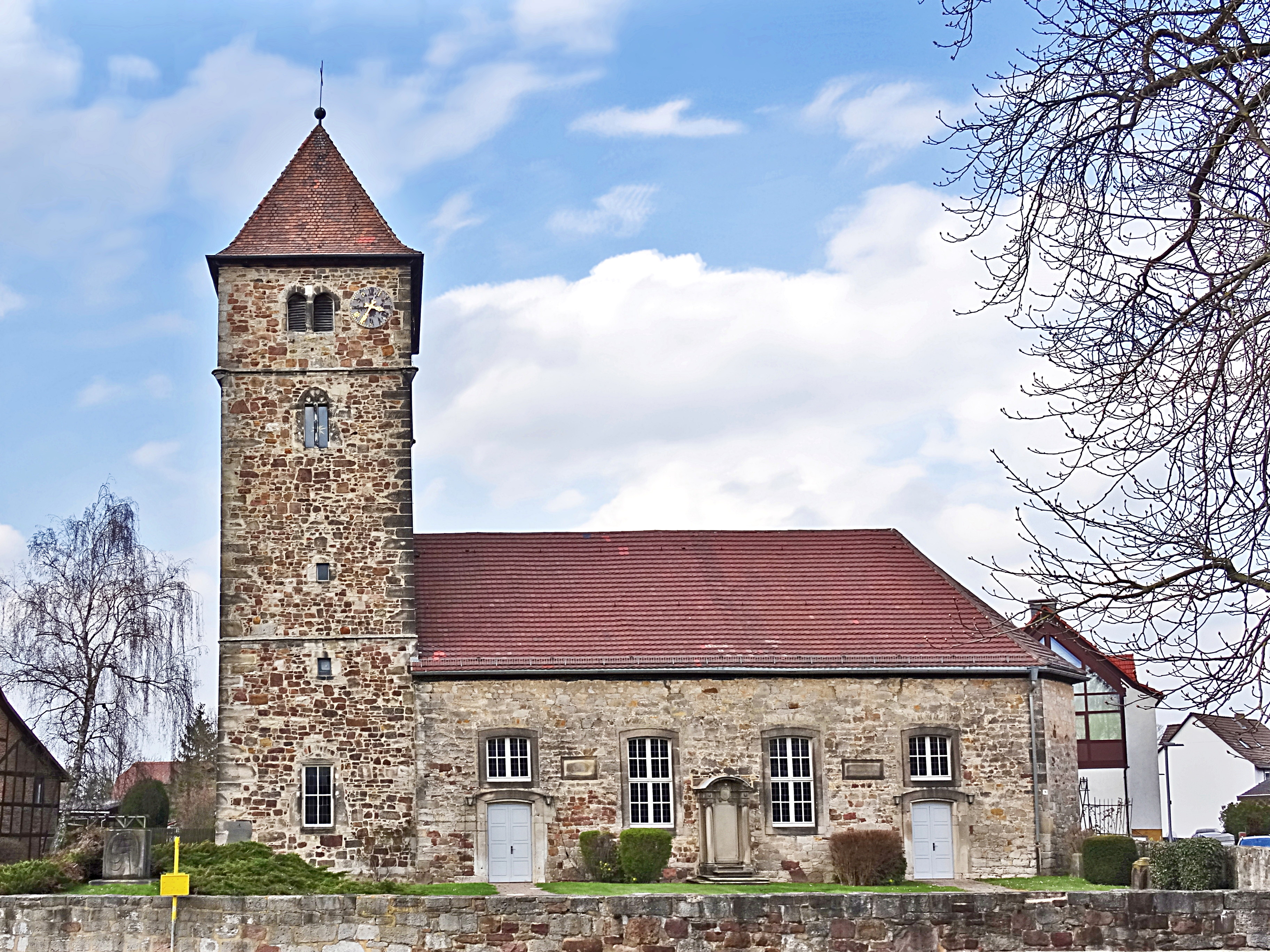
Evangelische Kirche (Waldau)

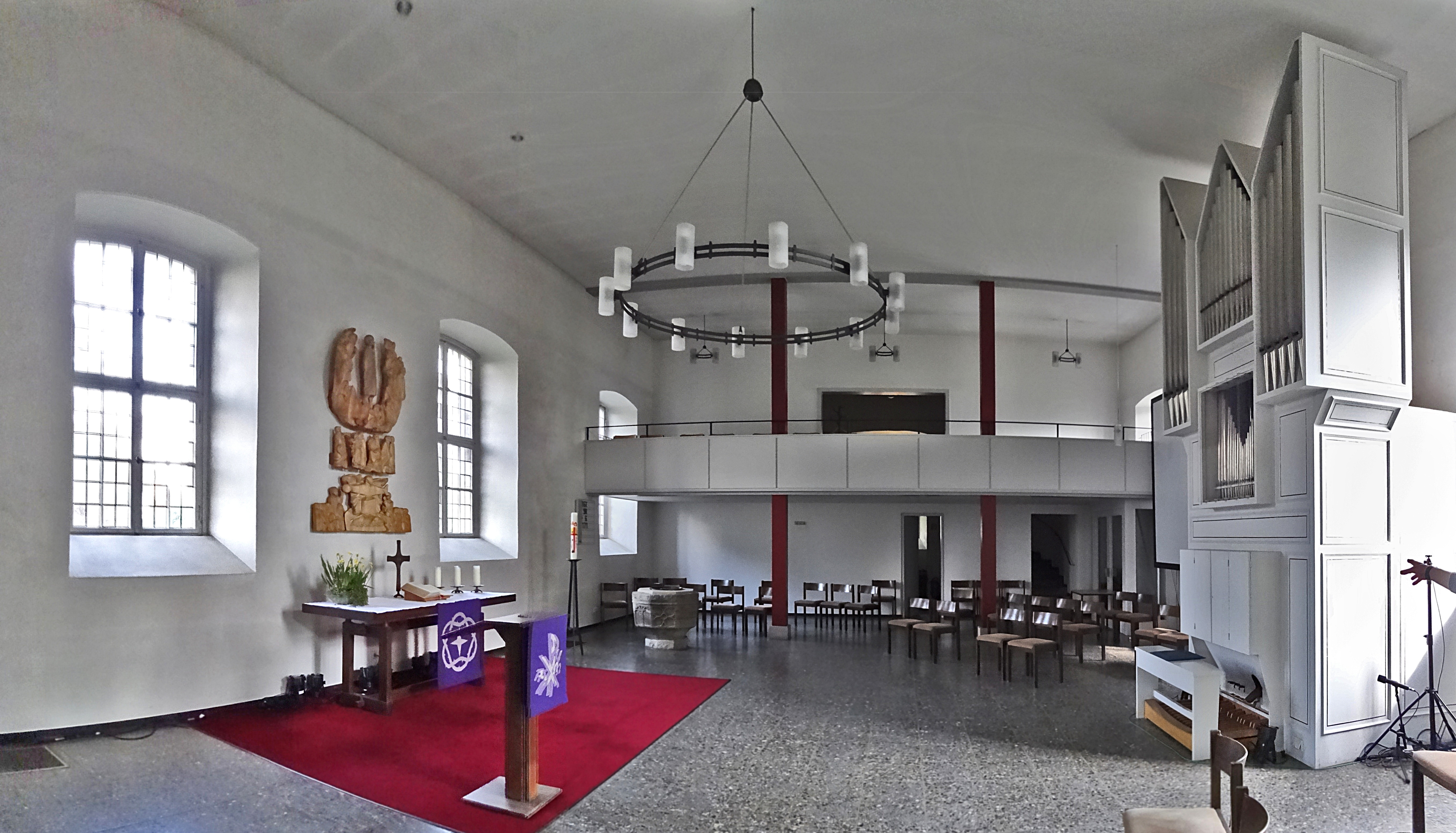
Innenraum

Die Evangelische Kirche Waldau ist ein denkmalgeschütztes Kirchengebäude, das im Stadtteil Waldau der kreisfreien Stadt Kassel (Hessen) steht. Die Kirchengemeinde gehört zum Stadtkirchenkreis Kassel im Sprengel Kassel der Evangelischen Kirche von Kurhessen-Waldeck.

## Beschreibung
Der querrechteckige Kirchturm aus Bruchsteinen wurde im 14. Jahrhundert gebaut. In der 2. Hälfte des  16. Jahrhunderts wurde er um ein weiteres Geschoss, das die Turmuhr und den Glockenstuhl beherbergt, aufgestockt. Seit 1951 ist er mit einem einfachen Walmdach bedeckt, anstelle des im April 1945 von der amerikanischen Armee zerstörten spitzen Helms, der an den vier Ecken von Wichhäuschen flankiert war. Das Erdgeschoss des Turms ist mit einem rekonstruierten Kreuzrippengewölbe auf den originalen Konsolen überspannt. Das Kirchenschiff wurde 1740 nach einem Entwurf von Giovanni Ghezzi gebaut. In den Jahren 1968 bis 1970 wurde der Innenraum durch eine abgehängte Decke und die Orientierung quer nach Norden umgestaltet. 

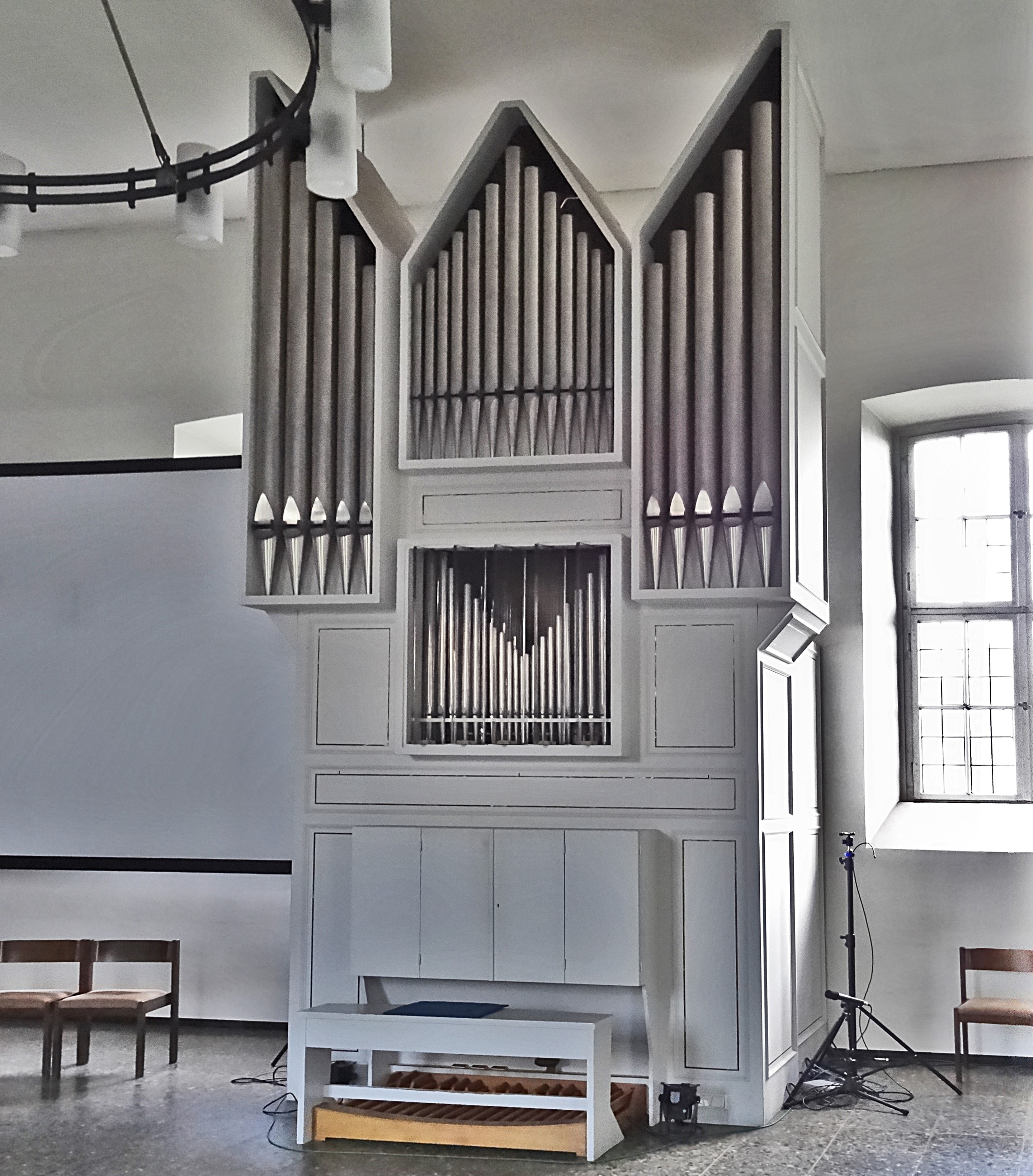
Lötzerich-Orgel

Das Altarretabel aus Lindenholz hat der Bildhauer Hermann Pohl geschaffen. Die Orgel mit 16 Registern, 2 Manualen und Pedal wurde 1987 von Karl Lötzerich gebaut.